# Niptus sleeperi
Niptus sleeperi är en skalbaggsart som beskrevs av Aalbu och Andrews 1992. Niptus sleeperi ingår i släktet Niptus och familjen Ptinidae. Inga underarter finns listade i Catalogue of Life.